# Hudjefa I.
Hudjefa I. war ein altägyptisches Pseudonym für einen König (Pharao) der 2. Dynastie (Frühdynastische Zeit), der eventuell von um 2711 bis um 2709 v. Chr. regierte.
Hudjefa I. ist chronologisch schwer einzuordnen, da er zum einen nur in der Königsliste von Sakkara und im Turiner Königspapyrus in Erscheinung tritt und zum anderen sein wirklicher Königsname unbekannt ist.

## Name und Identität

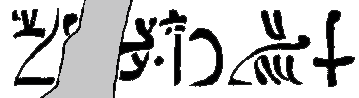
Beschädigte Kartusche des Hudjefa im Turiner Papyrus

Als im Neuen Reich während der 19. Dynastie diverse Königslisten erstellt wurden, stießen die zeitgenössischen Schreiber auf einen zerstörten Namenseintrag zwischen den Königen Neferkasokar und Chasechemui. Da der ursprüngliche Königsname nicht mehr lesbar war, kommentierten die Schreiber genau dies mit dem Wort „Hudjefa“, zu deutsch „zerstört“. Allerdings trugen sie das Wort in eine Kartusche ein, da es einen Königsnamen betraf. Nachfolgende Schreiber und Beamte hielten „Hudjefa“ aufgrund der Kartuscheneinfassung für einen realen Königsnamen und übernahmen den Eintrag in ihre Auflistungen.
Die Ägyptologen T. Dautzenberg und Wolfgang Helck äußerten die Vermutung, Hudjefa sei womöglich mit König (Pharao) Peribsen identisch. Ihre Mutmaßung stützt sich dabei zum einen auf den Umstand, dass Peribsens Name aufgrund seiner religiösen Reformen zu Lebzeiten in vielen ramessidischen Königslisten weggelassen wurde, zum anderen widersprechen die im Turiner Königspapyrus angegebenen 11 Jahre einem König, von dem augenscheinlich nicht einmal der Name erhalten blieb.
Der Turiner Königspapyrus bescheinigt Hudjefa I. eine Regierungsdauer von 11 Jahren. Ägyptologen wie Thomas Schneider und Jürgen von Beckerath betrachten diese Zeitangaben als überzogen und gehen von einer Herrschaftsdauer von nur 2 Jahren aus.
Der antike Historiker Manetho erwähnt zwischen den Königen Neferkasokar („Nephercheres“) und Chasechemui („Cheneres“) einen Herrscher namens „Sesochris“, dem er 48 Jahre Regierungszeit zuspricht und ihn als „5 Ellen hoch und 3 Spannen breit“ beschreibt.

## Regierungszeit
Da bislang keinerlei archäologische Funde Hudjefas Zeit sicher zugeordnet werden können, ist nichts Konkretes über politische, kultische oder wirtschaftliche Ereignisse bekannt. Es wird jedoch allgemein angenommen, dass Hudjefa I. nur in Unterägypten regierte, da sein Name in der Sakkara-Liste erscheint, in der Königsliste zu Abydos hingegen fehlt und die Sakkara-Liste memphitische, also unterägyptische, Traditionen widerspiegelt.
Hudjefa I. wird zudem als Gegenregent zu den Herrschern Peribsen und Sechemib angesehen. Hintergrund dieser Ansicht ist eine vermutete Reichsteilung zum Zeitpunkt des Todes von König Ninetjer. Nach einer mehrjährigen Dürre soll Ninetjer Ägypten in zwei eigenständige Hälften gespalten und unter seinen Erben aufgeteilt haben, um den dürrebedingten, wirtschaftlichen und innerpolitischen Konflikten entgegenzuwirken. Zu Hudjefas Zeit hätte Ägypten somit aus zwei Landeshälften bestanden, von denen der südliche Teil von Königen wie Peribsen dominiert wurde, während im Norden neben Hudjefa I. Könige wie Sened und Neferkasokar herrschten. Beendet wurde die Reichsteilung unter König Chasechemui.